# Adriano Tardiolo
Adriano Tardiolo (* 1998 in Allerona oder Orvieto) ist ein italienischer Schauspieler.

## Leben
Adriano Tardiolo besuchte die öffentliche Oberschule seiner Geburtsstadt, als er dort durch Talentscouts für Alice Rohrwachers  Filmdrama Glücklich wie Lazzaro (2018) entdeckt wurde. Obwohl er über keine Schauspielerfahrung verfügte, setzte er sich beim Casting um die Titelrolle gegen mehr als tausend gleichaltrige Mitkonkurrenten durch. Eine weitere Hauptrolle erhielt er in der Tragikomödie Jailbird von Andrea Magnani, die im November 2022 beim Tallinn Black Nights Film Festival ihre Premiere feierte.
Gegenwärtig studiert Tardiolo Wirtschaft an der Universität von Viterbo.

## Filmografie
- 2018: Glücklich wie Lazzaro (Lazzaro felice)
- 2022: Jailbird